# Braničevský hrad
Braničevský hrad je zaniklý hrad. Nacházel se severozápadně od obce Bačkov.

## Dějiny
Předpokládá se, že byl postaven již v první polovině 13. století pravděpodobně po tatarském vpádu (1241–1242). Byl královským hradem a spravovali ho tzv. Hraničáři - spiculatores, podléhající přímo panovníkovi. V dějinách Uherska, zejména po vymření Arpádovců v roce 1301 a pak při volbě Karla Roberta uherským králem sehrál důležitou roli.
Zemplínští oligarchové se roku 1312 v boji Karla Roberta proti abovským Omodejům a Matúši Čákovi postavili na stranu uchazeče o trůn Karla Roberta.
Když však Karel Robert nesplnil sliby, vypukla v roce 1317 proti němu vzpoura, kterou vedl Peter Pečeň, pán Humenného. Boj mezi zemplínskými zemany a Karlem Robertem se odehrál právě pod Bačkovským hradem. Panovník vzpouru zemplínských zemanů potlačil, účastníkům odboje zabavil majetky a rozdělil je svým věrným.
Pravděpodobně po tomto boji byl zničen Braničevský hrad. Roku 1355 se ještě hrad připomíná jako majetek rodiny Széchy. Jeho zbytky jsou dnes pod zemí zakryté hustým lesním porostem. Noví majitelé přenesli své sídlo do nového hradu Bačkov, který si dali vystavět na začátku 14. století přímo v obci.